# 安藤誓哉
安藤 誓哉（あんどう せいや、1992年〈平成4年〉7月15日 - ）は、日本のプロバスケットボール選手。東京都出身。ポジションはポイントガード。B.LEAGUE・横浜ビー・コルセアーズに所属している。

## 経歴

### 大学まで
1992年、東京都・江戸川区小岩に生まれ、小学1年生の時にバスケットボールを始める。
中学卒業後は明成高校に進学、2009年ウィンターカップを制し、2010年の全国高等学校総合体育大会バスケットボール競技大会では準優勝の成績を残した。さらに同年のバスケットボールアジアU-18選手権に出場するU-18日本代表に選出され、主力の役割を担う。日本代表は8位に終わったが、安藤は1試合平均23.4得点を記録し得点王を受賞、ベストファイブにも選ばれた。
明治大学入学後から、ポジションをポイントガードに絞ってプレイする。2年次にはインカレ3位、3年次には同準優勝に貢献。4年生で迎えた2014年の李相佰杯争奪日韓学生バスケットボール競技大会では、日本学生選抜チームのキャプテンを務めた。さらに、7月に予定されていた、若手を中心とした日本代表と、アメリカの大学が対戦する国際親善試合のメンバーにも選ばれたが、将来のオリンピック出場やNBAでのプレーを夢見る安藤は、よりレベルの高い環境を求めて大学バスケ部を退部、代表招集も辞退しアメリカに渡った。

### プロ選手として
アメリカでは、エージェントの野澤亮介の協力もあり、夏期にプロ・アマ選手が参加して開催されるドリューリーグに参加。安藤は4試合に出場し、最後の試合では4分弱の出場時間ながら7得点を挙げた。これを評価したカナダのハリファックス・レインメンのゼネラルマネージャーが安藤をスカウトし、チームのキャンプを経て、レインメンと契約。NBLカナダでプレイする日本人選手は、安藤が初めてであった。安藤はジョゼップ・クラロスHCの元でポイントガードとして全試合に先発出場、1試合平均10.2得点、3.9アシストを挙げ、このシーズンのオールルーキーチームに選出された。チームも地区優勝をし、全7戦で行われるファイナルズに進出。第6戦ではシーズン最多となる27得点を挙げた。しかし第7戦の直前、練習時に相手チームから乱闘を仕掛けられたことなどを理由に、チームは抗議の意思表示として第7戦を放棄。これによりレインメンのメンバーはNBLから処罰されることになり、安藤もチームを離れることになった。
2015年5月、NBLカナダでのファイナルズ期間中からオファーを送っていたPBAのメラルコ・ボルツと契約。チームのプレイオフ進出に貢献した。
フィリピンでのプレーの後、安藤はNBAデベロップメント・リーグに所属するいくつかのチームから招待され、トライアウトに参加。その後行われたDリーグドラフト指名候補のリストに掲載された
が、指名されなかった。
安藤は帰国し、リンク栃木ブレックスと契約。2015-16シーズン途中の加入で、25試合に出場したが、平均出場時間は6.4分と、過去のシーズンに比べ出場時間を減らす結果となった。シーズン終了後、栃木は安藤との契約を更新せず、秋田ノーザンハピネッツに移籍した。
2016-17シーズンの開幕戦となった2016年9月28日の古巣、栃木戦では、33分間出場し18得点、4アシストを挙げ、チームの勝利に貢献。同年11月には日本代表強化合宿に初めて召集され台湾に遠征、台湾銀行、台湾ビールとの練習試合に出場した。2017年1月に行われたB.LEAGUE ALLSTAR GAMEには、SNSによるファン投票で選出され、10得点3アシストの成績を残した。
2017-18シーズン開幕前にアルバルク東京にレンタル移籍。
スターターのPGを務め、クラブ初のB.LEAGUE制覇に貢献。
2018-2019シーズンに完全移籍。B.LEAGUE2連覇に貢献。
2020-21シーズン終了後にアルバルク東京を退団し、島根スサノオマジックへ移籍。
2024-25シーズン終了後に島根スサノオマジックを退団し、横浜ビー・コルセアーズへ移籍。

## 個人成績
| シーズン | チーム          | GP | GS | MPG  | FG%  | 3P%  | FT%  | RPG  | APG  | SPG  | BPG | TO   | PPG   |
| -------- | --------------- | -- | -- | ---- | ---- | ---- | ---- | ---- | ---- | ---- | --- | ---- | ----- |
| 2014-15  | Halifax Rainmen | 45 | 34 | 28.1 | 40.3 | 31.0 | 71.9 | 3.02 | 3.82 | 1.20 | 0   | 1.96 | 10.04 |
| 2015     | Meralco Bolts   | 11 | 8  | 27.9 | 39.8 | 23.8 | 66.7 | 2.73 | 1.91 | 1.09 | 0   | 1.45 | 8.00  |
| 2015-16  | 栃木            | 25 | 0  | 6.4  | 45.2 | 38.5 | 87.5 | 0.9  | 0.8  | 0.1  | 0   | 0.4  | 2.3   |
| 2016-17  | 秋田            | 60 | 60 | 33.8 | 38.7 | 34.1 | 70.7 | 4.5  | 3.0  | 1.0  | 0   | 1.8  | 10.4  |